# Jódar
Jódar là một đô thị trong tỉnh Jaén, Tây Ban Nha. Theo điều tra dân số 2005 (INE), đô thị này có dân số là 12153 người.
37°50′B 3°21′T / 37,833°B 3,35°T